# Rusty le robot
Cet article concerne la série télévisée. Pour la bande dessinée, voir Big Guy.
Rusty le robot (Big Guy and Rusty the Boy Robot) est une série télévisée d'animation américaine en 26 épisodes de 23 minutes produite par Columbia TriStar Télévision et diffusée entre le 18 septembre 1999 au 5 mars 2001 dans le bloc de programmation Fox Kids.
En France, elle a été diffusée à partir du 5 mai 2001 sur M6.
Elle est inspirée de la bande dessinée-homonyme Big Guy and Rusty the Boy Robot créée en 1995.

## Synopsis
Big Guy est un robot de combat géant d'origine américaine ayant sa propre intelligence artificielle. Il est l'ultime ligne de défense de la planète Terre contre les invasions aliens ou autres. Ce robot est admiré dans le monde par ses exploits contre les ennemis de la Terre, un rôle qu'il a assumé durant des années. Le jour arrive où il est mis à la retraite pour être remplacé par Rusty (boy robot), un robot ayant l'apparence d'un enfant, construit par les laboratoires Quark. Ce robot a une intelligence artificielle basée sur les émotions et il est plus évolué pour le combat que Big Guy. Malheureusement, Rusty n'est pas de taille face à un monstre lors de son premier combat, aussi Big Guy reprend-t-il du service pour venir aider Rusty. Après ce combat, Big Guy est remis en service pour apprendre à Rusty comment se battre et évoluer de lui-même.

## Commentaire
Les spectateurs apprennent dès le premier épisode que Big Guy est en fait un simulacre de robot. En effet, Big Guy est un exosquelette (similaire à l'armure d'Iron Man) piloté par le lieutenant Dwayne Hunter. Peu de gens sont au courant du véritable secret de Big Guy ; même le Docteur Axel Donovan (président de Quark Industries) n'est pas au courant. La créatrice de Rusty, le docteur Erika Slate, découvre le secret de Big Guy en piratant un site du gouvernement des États-Unis et elle décide de garder le secret après une entrevue avec le lieutenant Dwayne Hunter. Rusty n'est pas mis dans la confidence car ils ne savent pas ce qui peut lui arriver si Rusty découvrait que Big Guy n'est pas un robot. Rusty est devenu un fan inconditionnel de Big Guy et l'admire beaucoup, le prenant pour un robot comme lui. Le lieutenant Dwayne Hunter aime beaucoup Rusty, et il est tombé amoureux du Docteur Slate.

## Voix originales
- Pamela Adlon (VF : Brigitte Lecordier) : Rusty
- Jonathan David Cook (VF : Pierre Dourlens) : Big Guy
- Tim Curry (VF : Marc Perez) : Dr Neugog
- Brian Doyle-Murray : Po
- Pamela Adlon (VF : Virginie Ledieu) : Jo
- Jim Hanks (VF : Pierre Dourlens) : Dwayne Hunter
- Gabrielle Carteris (VF : Martine Meirhaeghe) : Dr Erika Slate
- Stephen Root (VF : Jean-Claude Robbe) : Dr Donovan
- Kathy Kinney (VF : Régine Teyssot) : Jenny le singe
- Clancy Brown : Legion Ex Machina 1-5
- R. Lee Ermey : Général Thorton
- Dean Haglund : Dr Gilder
- Helen Kalafatic : caissière
- Kevin Michael Richardson : Garth
- M. Emmet Walsh : Mack
- Nancy Cartwright : voix diverses

## Épisodes

### Première saison (1999)
1. Une équipe de fer (Creatures, Great and Small)
2. La Mission d'Argo (Out of Whack)
3. Le Mangeur de cervelles (The Inside Scoop)
4. Anniversaire mouvementé (Birthday Bash)
5. La Revanche du docteur Gilder, 1re partie (The Reluctant Assassin)
6. La Revanche du docteur Gilder, 2e partie (Really Big Guy)

### Deuxième saison (2001)
1. Prisonnier virtuel (Little Boy Robot Lost)
2. Le Projet Nova (The Bicameral Mind)
3. Le Robot autonome (The Inside Out)
4. La Puce Ubik (Moon Madness)
5. Éruption volcanique (Wages of Fire)
6. Les Voleurs de robot (The Big Boy)
7. Les Voyageurs intergalactiques (World of Pain)
8. Le Monstre fugitif (Sibling Mine)
9. Le Monstre de la gomme (Blob, Thy Name Is Envy)
10. Affaire de famille (Donovan's Brainiac)
11. Petite leçon d'histoire (Patriot Games)
12. Les Nuls (Harddrive)
13. Copies conformes (5000 Fingers of Rusty)
14. Le Guerrier intergalactique (The Champ)
15. Y'a comme un lézard (Sickout)
16. Le Voleur de cerveaux (Nephew of Neugog)
17. L'Invasion des méduses (The Lower Depths)
18. Dernier Combat, 1re partie (Double Time, part 1)
19. Dernier Combat, 2e partie (Double Time, part 2)
20. Rusty de la jungle (Rumble in the Jungle)